# 슈마르트노프리리티이

슈마르트노프리리티이의 위치

슈마르트노프리리티이(슬로베니아어: Šmartno pri Litiji, 독일어: St. Martin bei Littai 장크트마르틴바이리타이[*])는 슬로베니아의 도시이다. 면적은 2.6 km2, 해발 고도는 245 m, 인구는 1,406명(2020년 기준), 인구 밀도는 540.8명/km2이다.